# Denar v Harryju Potterju
Poznamo tri valute v Harryju Potterju:
- Guldi (Galleon)
- Srpci (Sickle)
- Firiči (Knut)

## Vrednost
- 1 guld = 17 srpcev = 493 firičev
- 1 srpec = 29 firičev = 0.05882 guldov
- 1 firič = 0.00203 guldov = 0.03448 srpcev

## Cena v denarjubunkeljnov
Pisateljica J. K. Rowling je na enem izmed intervjujev izjavila, da je en guld vreden okoli 5 funtov. V knjigi Fantastic Beasts and where to find them je omenjeno, da naj bi 174 milijonov funtov ustrezalo natanko 34.000.872 guldov, 14 srpcev in 7 firičev, kar pomeni, da je bil na dan intervjuja en guld vreden 5.12 funtov.
CNN pa je leta 2001 ustvaril pretvornik valut, po katerem naj bi bil en guld vreden 4,82 dolarja ali 2.6 funta.